# Корейский дракон
Корейский дракон (мунхвао 룡, рён; пхёнджуно 용, ён) — одна из разновидностей мифологического змея, которая ассоциируется с корейской мифологией. Корейский дракон имеет ряд специфичных именно для Кореи черт, которые отличают его от драконов других культур. Наиболее близкий родственник корейского дракона, как по внешности, так и по культурной значимости — китайский дракон.
Тогда как большинство драконов в западной мифологии обычно ассоциируются с огнём и разрушением, корейские драконы в мифах обычно выступают как положительные существа, покровительствующие водоёмам и рисовым полям. Считается, что они приносят на землю дождь. Живут корейские драконы обычно в реках, озёрах, океанах или глубоких горных прудах.
Упоминание дракона встречается повсеместно как в корейской мифологии, так и в искусстве корейцев. В политике дракон олицетворяет императора, таким образом, ванам (королям) было запрещено носить украшения с драконьей символикой. С ванами обычно ассоциировали птицу феникс.
В древних сказаниях часто можно встретить упоминание о говорящих драконах, драконах, способных испытывать такие сложные человеческие чувства, как преданность, доброта и благодарность. В одной из корейских легенд говорится о великом ване Мунму, который на своём смертном одре пожелал стать «Драконом Восточного моря, чья цель — защита Кореи».
Корейский дракон, в отличие от многих драконов других культур, не имеет крыльев, зато обладает длинной бородой.
Изредка дракона представляли держащим в одной из своих лап «драконью державу», известную под именем Ёиджу (кор. 여의주). По преданию, смельчак, который сумеет завладеть Ёиджу, станет всемогущим, однако только четырёхпалые драконы (у которых есть большой палец для того, чтобы держать державу) настолько мудры и сильны, что могут владеть Ёиджу. (Современная интерпретация этого мифа показана в фильме «D-wars».)
Как и для китайских драконов, главное число корейских — девятка. По легенде, у них на спине 81 (=9x9) чешуйка.

## Близкие драконам существа корейской мифологии
Близким родственником дракона в корейской мифологии является Имуги (кор. 이무기). Существует множество сказаний, посвящённых Имуги: в некоторых, к примеру, говорится, что они — безрогие существа, похожие на драконов, однако из-за наложенного на них проклятия, стать драконами не могут; в других можно найти упоминания о том, что Имуги — это своего рода «личинка» дракона, которой потребуется одна тысяча лет для того, чтобы стать полноценным драконом. Иногда они изображаются в виде гигантских добродушных змей, похожих на питонов. Живут они в воде или пещерах. По преданиям, изображения Имуги приносят удачу.
Корейский василиск, известный как керён (кор. 계룡/鷄龍), что в переводе означает дракон-петух, появляется в корейских мифах не так часто, как дракон. Часто их изображают впряжёнными в колесницу, ведомую одним из легендарных героев корейских мифов. В одном из таких мифов говорится об основании королевства Силла — первая принцесса этого королевства родилась из яйца василиска.